# Лурье, Нотэ
Нотэ Лурье́ (Натан Михайлович Лурье, идиш נאטע לוריע‎; 2 (15) января 1906, село Роскошное, Бердянский уезд, Таврическая губерния, Российская империя — 28 ноября 1987, Одесса, Украинская ССР, СССР) — советский писатель, военный корреспондент, писал на идише.

## Биография
Родился 2 (15) января 1906 года в селе Роскошном, в семье раввина Мендла (Менделя Вульфовича) Лурье и Любови Михайловны Лурье.
В 1934 году его старший брат Борух-Лейзер и родители эмигрировали из СССР и поселились в Риге, где были убиты во время немецкой оккупации.
В 16 лет оставил семью, переехал в Белоруссию, где работал на сельскохозяйственной ферме «Курасовщина» и одновременно учился на вечерних общеобразовательных курсах. С 1926 по 1931 г. учился на литературном отделении Второго МГУ, параллельно работал в журналах ЦК ВЛКСМ на идиш — «Пионер» и «Юнгвалд»(«Молодежь»), в газете «Дэр эмес» («Правда»).
Печатался с 1925 года. Член Союза Советских Писателей с 1934 года. Делегат Первого съезда советских писателей.
В годы Великой Отечественной войны был ответственным секретарём дивизионной газеты «Советский воин» в группе советских войск в Иране.
14 мая 1950 года арестован по делу одесских еврейских писателей, ставшему продолжением дела Еврейского антифашистского комитета, и приговорён к 15 годам исправительно-трудовых лагерей по обвинению в «антисоветской деятельности» и сослан в лагерь Бутугычаг на Колыму. 12 января 1956 года освобождён и затем полностью реабилитирован.
Член редколлегии журнала «Советиш геймланд» («Советская Родина») на языке идиш.
В романе «Дэр стэп руфт» («Степь зовёт») (1932, русский перевод: 1936) показана жизнь еврейской деревни, проблемы коллективизации, тяга крестьян к новому. После этого романа Нотэ Лурье стали называть «еврейским Шолоховым».
Роман «Дэр hимл ун ди эрд» («Небо и земля») (1965, русский перевод: 1981) повествует о событиях Великой Отечественной войны.
Последними произведениями стали рассказы и повесть «История одной любви» («Ди гишихте фун а либе») (1978, русский перевод: 1981) и незаконченные воспоминания (1986), не переводившиеся на русский язык.
Проза Нотэ Лурье психологична и лирична, автор мастерски использует приём внутреннего монолога.
Скончался в Одессе 28 ноября 1987 года.

## Награды
2 марта 1987 года был награждён Орденом Дружбы народов.

## Семья
Жена — Ева Григорьевна Лурье (1916, Гомель — 1987, Одесса). Сын — Доля (Давид) Натанович Лурье (род. 1932).